# Anilios affinis
Anilios affinis is een slang uit de familie wormslangen (Typhlopidae) en het geslacht Anilios.

## Naam en indeling
De wetenschappelijke naam van de soort werd voor het eerst voorgesteld door George Albert Boulenger in 1889. Boulenger deelde de soort in het geslacht Typhlops in en gaf er de naam Typhlops affinis aan. De slang werd later aan andere geslachten toegekend, zoals Ramphotyphlops, Sivadictus, Austrotyphlops en Libertadictus.

## Uiterlijke kenmerken
Het specimen dat Boulenger beschreef was afkomstig uit Queensland (Australië) en was 17 cm lang. De slang wordt gemiddeld ongeveer 22 cm lang en heeft een rozebruine lichaamskleur, de onderzijde is iets lichter gekleurd. De kop is lastig te onderscheiden van het lichaam door het ontbreken van een duidelijke insnoering. De ogen zijn relatief klein en zijn bedekt door de kopschubben. De snuitpunt is afgerond. De slang heeft 18 rijen schubben in de lengte op het midden van het lichaam.

## Levenswijze
De vrouwtjes zetten eieren af. De slang jaagt ondergronds op mieren en termieten.

## Verspreiding en habitat
De soort komt endemisch voor in delen van Australië en leeft in de staten New South Wales en Queensland. De habitat bestaat uit doge tropische en subtropische bossen.

## Beschermingsstatus
Door de internationale natuurbeschermingsorganisatie IUCN is de beschermingsstatus 'veilig' toegewezen (Least Concern of LC).